# プロダクション東京ドラマハウス
有限会社プロダクション東京ドラマハウス（ぷろだくしょんとうきょうどらまはうす、Production Tokyo Drama House）は、日本の芸能事務所。日本芸能マネージメント事業者協会・日本声優事業社協議会会員。声優、俳優のマネージメントを行っている。
日本テレビ放送網、テレビ朝日でレポーターとして活躍をしている井口成人を始め、多数の役者が所属している。付属養成所に東京ドラマハウスアクターズスタジオがある。また、舞台定期公演・朗読劇などのプロデュース公演を中心に活動している劇団東京ドラマハウスは井口成人が主宰している。

## 所属タレント

### 男性
| あ行 - 秋山育輝 - 浅野真弘 - 新谷卓巳 - 井口成人 - 石原俊 - 大川佳月 - 大谷康俊 - 小川俊彦 - 奥澤信応 | か行 - 川瀬誠 - 桑原英人 - 黒田隆矩 さ行 - 菅原淳平 - 杉本諭司 - 園畠浩平 た行 - 高田洸希 - 谷優作 - 堤洋貴 | な行 - 中山祐士 は行 - 花里政宏 - 藤井和久 ま行 - 松本和也 - 光岡秀倫 や行 - 山口優多 - 湯城聡 わ行 - 渡部幹雄 |

### 女性
| あ行 - 五十嵐葵 - 遠藤瞳 - 奥平佳江 か行 - 片山有紀 - 金森早希 - 加藤え美子 - 門田かおり - 川端香月 - 倉田佳奈 さ行 - さちこ - 清水愛菜 | た行 - 高橋綾 - 武田夏菜子 - 竹本麻由子 - 種村昌子 - 田中萌奈 な行 - 西島悠希 | は行 - 飛志津ゆかり - 堀越桃子 ま行 - 盛永寧々 や行 - 山田真由美 - 山穂満弓 - 山本悠夏 わ行 - 若狭愛子 |

## かつて所属していた主なタレント

### 男性
- 安澄純
- 遠藤章史（フリー）
- 小笠原圭吾
- 影平隆一（現所属：アクセント）
- 風間慎一（フリー、イーアーツ（業務提携）
- 小関裕太郎（フリー）
- 佐藤勝巨（現所属：キャロットハウス預かり）
- 十亀将大
- 中村悠一（現所属：インテンション）
- 中山嵐々（現所属：アールグルッペ）
- 松丸元気（プロレスリング・ノア）
- 宮田和征
- 井口龍太

### 女性
- 秋山嘉子（現所属：VOICEプロアルカンシェル（マネージャーとして在籍））
- 沖田ちひろ
- 川井真紀
- 紗上唄菜（現所属：EARLY WING）
- 佐々木みち代（フリー）
- 重松花鳥（現所属：VOICEプロアルカンシェル）
- 瀬越芳
- 津久井裕子（現所属：藍音工房）
- 永野愛（現所属：ブックスロープ）
- 野川さくら（現所属：オフィスアネモネ）
- 宮永麻衣（現所属：ディサイファ / フェドー劇場）
- 森瀬良夢
- 山口紗和（現所属：Beginning）
- 永作美和